# André Blondel (1933)
Pour les articles homonymes, voir André Blondel (homonymie).
L'André Blondel était un navire baliseur côtier français, en service de 1933 à 2002.

## Conception
L'André Blondel était fabriqué en acier riveté, d'une épaisseur de 8 à 11 mm. Sa longueur hors tout était de 51,80 m, sa largeur de 9,30 m et son tirant d'eau de 3,20 m à l’arrière. Son déplacement était de 800 tonnes et sa jauge brute de 474 tonneaux,. Le navire était subdivisé en 9 compartiments. Sa propulsion reposait sur deux groupes motopropulseurs diesel-électriques, entraînant chacun un arbre d'hélice. Les moteurs diesel MAN d’origine ont été remplacés en 1983 par des moteurs Baudoin 12 P15 SRP de 600 ch tournant à 1800 tours/minute.
Pour remplir sa mission de baliseur, le navire était doté d’un pont avec une surface de travail de 140 m2 et d'une grue permettant le relevage des bouées, des corps morts et de diverses autres charges. Elle était capable de soulever 5 tonnes à une hauteur de 12 mètres (au petit croc) ou 14 tonnes à une hauteur de 7,5 mètres (au gros croc),. La stabilité du navire était élevée, en raison des lourdes charges soulevées par la grue en bout de flèche, qui déplaçaient latéralement le centre de gravité du navire.
L’équipage se composait de 16 hommes : le capitaine, son second, le chef mécanicien, le second mécanicien, deux mécaniciens, le maître d'équipage, le maître machine, le cuisinier et sept matelots.

## Historique
Le navire a été construit au Havre, au chantier naval Augustin-Normand,,, lancé en février 1933 et mis en service le 25 juillet 1933. Durant ses premières années de service, il portait le nom de Finistère,, et son port d'attache était Brest,.
En 1939 il a été renommé André Blondel en l’honneur d’André Blondel (1863-1938), mort l’année précédente. Ce physicien français était l’inventeur de l’oscillographe bifilaire et des radiophares. L’inspecteur général des Ponts et chaussées André de Rouville, directeur des Phares et balises, a écrit à ce sujet en 1942 : 

« Le Service français des Phares et balises, fidèle à sa tradition, devait à la mémoire de A. Blondel d'honorer et de perpétuer le nom d'un de ses plus éminents collaborateurs en l'attribuant à l'un de ses bateaux de service. »

La même année 1939, la Seconde Guerre mondiale éclate. L'André Blondel, comme bien d’autres navires, est pris dans la tourmente du conflit. Le 3 juillet 1940, lors de l’opération Catapult, il est saisi par les Britanniques et armé par un équipage anglais du Trinity House (le service des phares et balises dépendant de la Royal Navy),. Son port d'attache devient Cowes,. Le 15 mai 1941, il est attaqué par un avion allemand, mais ce dernier est repoussé par la DCA du chasseur de sous-marins CH 43 Lavandou. Le 5 juin 1944, il participe au balisage des routes maritimes du débarquement de Normandie (opération Overlord). Il est enfin restitué à la France en mars 1946,.
Après-guerre, l'André Blondel revient à des tâches plus pacifiques : la maintenance, le dépannage et la remise en place des établissements de signalisation maritimes (ESM) flottants. Il effectue également de nombreuses missions en dehors du balisage. Son port d'attache est Dunkerque, de 1946 à 1973, puis Le Verdon-sur-Mer, à la subdivision locale des Phares et balises, en remplacement de son sister-ship le Charles Ribière. Sa carrière se termine en 2002, après 69 ans d’activité. Il est vendu pour démolition et démoli l’année suivante (2003) à Bilbao. Il est remplacé en 2006 par le baliseur Gascogne (ex-Aréthuse).